# Jean-Clément Martin
Jean-Clément Martin (ur. 31 stycznia 1948) – francuski historyk, znawca francuskiej Rewolucji, kontrrewolucji,  oraz wojen wandejskich.

## Elementy biograficzne
Otrzymał doktorat na Uniwersytecie Paris IV (1987), został profesorem historii współczesnej na Uniwersytecie w Nantes, oraz, w 2000 roku, został zatrudniony jako profesor historii Rewolucji francuskiej na Uniwersytecie Paris I, gdzie kierował Instytutem historii Rewolucji francuskiej (Institut d'histoire de la Révolution française). Przeszedł na emeryturę w wieku 60 lat.

## Publikacje
- Vendée-Chouannerie, Nantes, Éditions Reflets du passé, 1981 ISBN 2-86507-008-5.
- Blancs et Bleus dans la Vendée déchirée, Découvertes Gallimard (nº 8), 1986 ISBN 2-07-076206-8
- La Vendée et la France, 1789-1799, Éditions du Seuil, 1987 ISBN 2-02-009551-3
- La Vendée de la Mémoire, 1800-1980, Éditions du Seuil, 1989 ISBN 2-02-010564-0.
- La Loire-Atlantique dans la tourmente révolutionnaire, Éditions Reflets du Passé, 1989
- Le Massacre des Lucs, Vendée 1794 (& Xavier Lardière), Geste Éditions, La Crèche, 1992
- Une région nommée Vendée, entre politique et mémoire : XVIIIe siècle-XXe siècle, Éditions Geste, 1996 ISBN 2-910919-35-8.
- La Révolution française, étapes, bilans et conséquences, Éditions du Seuil, collection Mémo, 1996 ISBN 2-02-023127-1
- La Vendée en 30 questions, Geste Éditions, La Crèche, 1996
- Contre-Révolution, Révolution et Nation en France, 1789-1799, Éditions du Seuil, 1998 ISBN 2-02-025872-2
- Le Puy du Fou en Vendée, l'Histoire mise en scène (& Charles Suaud), L'Harmattan, 2000 ISBN 2-7384-4951-4.
- La Guerre de Vendée, Éditions Geste, 2001 ISBN 2-02-009551-3.
- La contre-révolution en Europe 18ème-19ème siècles. Réalités politiques et sociales, résonances culturelles et idéologiques, Presses universitaires de Rennes, 2001 ISBN 2-86847-560-4.
- La Révolution française, 1789-1799, Éditions Belin, 2003 ISBN 2-7011-3697-0.
- Violence et Révolution. Essai sur la naissance d'un mythe national, Éditions du Seuil, 2006 ISBN 2-02-043842-9.
- Loire-Atlantique. Balades aériennes (en collaboration avec Michel Bernard), Patrimoines Medias, 2006 ISBN 2-910137-60-0.
- Comtesse de Bohm, prisonnière sous la terreur. Les prisons parisiennes en 1793, Éditions Cosmopole, 2006 ISBN 2-84630-027-5.
- La Vendée et la Révolution. Accepter la mémoire pour écrire l'histoire, Perrin, collection Tempus, 2007 ISBN 2-262-02597-5.
- La Révolution française, Éditions Le Cavalier bleu, collection Idées reçues, 2008 ISBN 2-84670-187-3.
- La révolte brisée, femmes et hommes dans la Révolution française et l'Empire (1770-1820), Armand Colin, 2008 ISBN 2-200-34626-3.
- La Terreur. Part maudite de la Révolution, Gallimard, Découvertes Gallimard (nº 566), 2010 ISBN 2-07-043914-3.
- Marie-Antoinette, co-auteur Cécile Berly, Citadelles-Mazenod, 2010, ISBN 2-85088-329-8.
- "La machine à fantasmes. Relire l'histoire de la Révolution française", Vendémiaire*, ISBN 2-36358-029-X

Dyrekcja i redakcja naukowaDictionnaire de la Contre-Révolution, Perrin, 2011 (informacje)